# Luštica

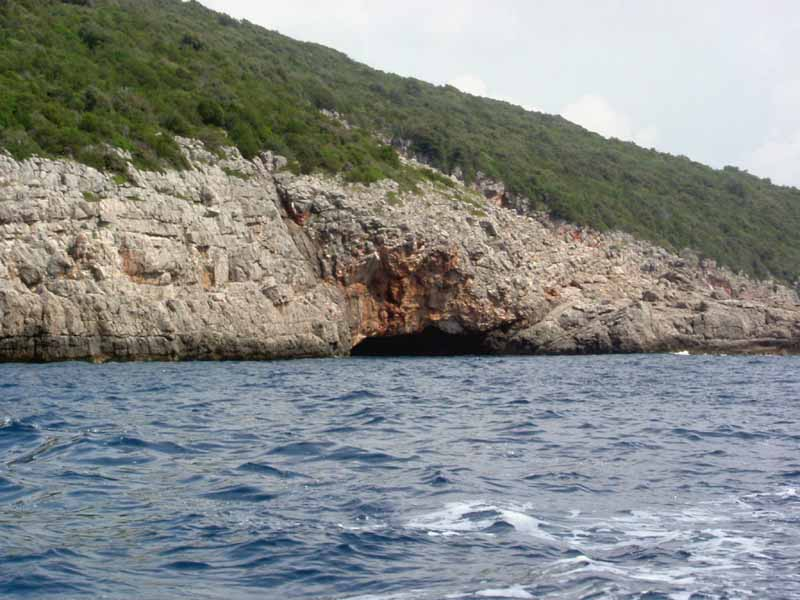
Grotten aan de kust van de open zee van Luštica

Luštica is een schiereiland in Montenegro, gemeente Herceg Novi, aan de ingang van de Baai van Kotor (aan de oostzijde van de ingang), in het zuiden van de Adriatische Zee.

## Geografie
Luštica heeft een oppervlakte van 47 km² een lengte van 13 km, en heeft een kustlijn van 35 kilometer lang (wat overigens 12% van de gehele Montenegrijnse kustlijn uitmaakt). De hoogste plek van Luštica is de Obosnik top, van 582 meter hoog.

## Cultuur & Economie
Op Luštica staan zeer veel kerken; namelijk 18 Christelijk-Orthodoxe kerken en 2 Katholieke kerken. Verder bevinden zich op Luštica ook de tourististe stranden en hotel-resorts van de gemeente Herceg Novi, als en Žanjice, Mirište, Arza en Dobreč. 